# Auditörskåren i USA:s armé

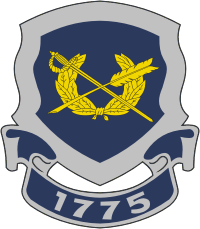
Distinctive unit insignia

Auditörskåren i USA:s armé (Judge Advocate General's Corps, informellt kallad för Army JAG Corps eller JAG) är en särskild stabskår inom USA:s armé.
En enskild auditör benämns som judge advocate (JA) och är en jurist som har godkänts i minst en delstats bar exam att utöva juristyrket samt genomgått en kortare utbildning som officer, alternativt en erfaren officer som halvvägs i in karriären på statsmaktens bekostnad genomgått en juristexamen och bar exam.
Officerare inom auditörskåren kan tjänstgöra som domare (engelska: military judge), åklagare (engelska: trial counsel) och försvarare (engelska: defense counsel) i de krigsrätter som sammankallas av ansvarigt befäl i enlighet med Uniform Code of Military Justice (UCMJ), men också som förbandsjurist och folkrättslig rådgivare kring krigets lagar.

## Bakgrund
General George Washington anses som auditörskårens grundare då han den 29 juli 1775 utnämnde William Tudor som kontinentalarméns generalauditör. Arméns auditörskår är den äldsta militärjuridiska institutionen i USA och brukar även räknas som landets äldsta juristbyrå.

## Organisation

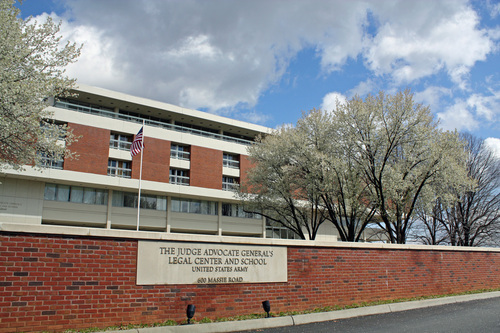
The Judge Advocate General's Legal Center and School vid University of Virginia.

Auditörskåren bestod under 2020 av cirka 10 000 anställda inom den reguljära armén på aktiv stat, reservister, inom arménationalgardet (auditörer, paralegals och administrativ personal) samt civilanställda. Av dessa var 1 850 auditörer i aktiv tjänst, 2 589 auditörer i reserven eller arménationalgardet, samt 710 civilanställda jurister.
- Arméns generalauditör (engelska: Judge Advocate General of the Army) är chef för auditörskåren och har från 2008 generallöjtnants grad. Generalauditören (TJAG) och dennes stab (engelska: Office of the Judge Advocate General, OTJAG) är en del av arméstaben och fungerar som den högste juridiska rådgivaren i uniform till arméstabschefen och arméministern.[4][5][6]
- U.S. Army Legal Services Agency (USALSA) representerar armén i civilrättsliga processer samt administrerar domarkåren.
- U.S. Army Trial Defense Service (USATDS) tillhandahåller försvarare för tilltalade och som är oberoende i förhållande till den tilltalades befälhavare.
- Army Court of Criminal Appeals (ACCA), konstituerad med stöd av 10 U.S.C. § 844, är den appellationsdomstol till vilket krigsrätter inom armén kan överklagas till.[3] Från ACCA kan fall överklagas till United States Court of Appeals for the Armed Forces (USCAAF).[7]
- The Judge Advocate General's Legal Center and School (informellt: JAG School) är arméns utbildningsinstitution för nya auditörer, paralegals samt för fortbildning. JAG School är belägen vid University of Virginia i Charlottesville, Virginia.
- En staff judge advocate är benämningen som senior förbandsjurist och rättslig rådgivare till befälhavaren för större förband, inklusive försvarsgrensövergripande militärkommandon, och är det närmaste en auditör kommer att föra eget befäl utanför en rättssal eller den egna organisationen.